# Sub Hunt
Sub Hunt (Chasse sous-marine ou Chasse au sous-marin dans les éditions destinées aux marchés francophones) est un jeu vidéo de simulation sous-marine développé par APh Technological Consulting et édité par Mattel Electronics, sorti en 1982 sur la console Intellivision,.

## Système de jeu
Le joueur est aux commandes d'un groupe de 4 sous-marins de classe Nautilus de l'U.S. Navy devant repousser une flotte d'invasion ennemie.
Le jeu débute en mode « déploiement » composé d'une carte montrant l'île du joueur à l'extrême droite de l'écran et un port contrôlé par l'ennemi en haut de l'écran. Un premier convoi ennemi, composé de six navires commence à arriver de l'extrême gauche de l'écran, et fait route vers le port de rassemblement ennemi. Le joueur dirige ses sous-marins pour intercepter les convois alors qu'ils traversent l'océan. Les sous-marins se déplaceront en ligne droite sur leur dernier cap jusqu'à l'ordre de s'arrêter ou jusqu'à ce qu'ils atteignent un convoi ennemi.
Lorsqu'un sous-marin rencontre un convoi, le jeu passe en mode « combat ». L'écran représente une vue périscopique simulée et une carte sonar de la zone de combat. Il est possible de contrôler la vitesse, la profondeur, et la position du gouvernail du sous-marin alors qu'il tente de traquer et de couler chaque navire du convoi. Le convoi est défendu par un destroyer (ou deux dans des niveaux de difficulté plus élevés) équipé de canons de surface et de mines sous-marines qui traquera le sous-marin du joueur s'il est détecté. Le sous-marin du joueur est armé d'une paire de tubes lance-torpilles. L'approvisionnement de torpilles est illimité mais nécessite un délai de rechargement. Il est également possible de couper le sonar et les moteurs du sous-marin afin de rester silencieux et d'éviter la détection. Si le sous-marin du joueur subit trop de dégâts, il coulera (l'écran subissant alors un effet de secousses « à la Star Strike », et devenant progressivement bleu, comme s'il était inondé) et l'écran de la carte de déploiement réapparaîtra. De même, si le joueur détruit les six navires, ou si le sous-marin du joueur s'éloigne trop du convoi ennemi, le jeu revient à l'écran de déploiement.
Si suffisamment de navires atteignent le port de rassemblement, la flotte d'invasion ennemie, composée de trois destroyers et de trois transports de troupes, sera lancée vers l'île du joueur. Le joueur doit alors arrêter cette flotte avant qu'elle n'atteigne son port d'attache, sinon la partie est terminée.
Cependant, si le joueur réussit à détruire les six convois (36 navires au total), ou si trop peu de navires atteignent le port de rassemblement de sorte qu'une flotte d'invasion ne peut être formée, le joueur gagne. L'écran de fin montre alors une dernière flotte ennemie sonnant la retraite et quittant le port de rassemblement tandis que retentit une reprise de la Chevauchée des Walkyries de Richard Wagner,.

## Développement
Au début de son développement, le jeu était intitulé Submarine Battle,, et pensé pour 2 joueurs, chacun dirigeant un convoi de navires protégé par un sous-marin.
Les illustrations du packaging sont de Jerrol Richardson.

## Héritage
Sub Hunt est présent, émulé, dans la compilation Intellivision Lives! (en) sortie sur diverses plateformes, ainsi que dans A Collection of Classic Games from the Intellivision.
Sub Hunt fait partie des jeux intégrés dans la console Intellivision Flashback, sortie en 2014.
Le 24 mars 2010, Sub Hunt fait partie des jeux disponibles au lancement du service Game Room (en) de Microsoft, accessible sur Xbox 360 et PC.